# Vyšetřovací komise Poslanecké sněmovny Parlamentu České republiky
Vyšetřovací komise Poslanecké sněmovny Parlamentu České republiky je dočasná sněmovní komise, která je zřízena za účelem vyšetření věci veřejného zájmu. Návrh musí podat nejméně 40 poslanců, členy komise mohou být také jen poslanci. 
Schůze komise mohou být veřejné, ledaže se komise usnese na tom, že bude jednat neveřejně (vždy, když jde o utajované skutečnosti související např. s obranou nebo bezpečností státu). Komise si může opatřovat potřebné podklady, vyžadovat nezbytná vysvětlení a vyslýchat svědky a podle povahy věci přibrat znalce a tlumočníka. Povinnosti podat požadované informace a vysvětlení podléhají i členové vlády nebo vedoucí jiného ústředního správního úřadu, ledaže jim v tom brání povinnost mlčenlivosti.
Pokud zjištěné skutečnosti nasvědčují tomu, že byl spáchán trestný čin, může se komise obrátit na orgány činné v trestním řízení.

## Seznam vyšetřovacích komisí
1. volební období (1992–1996)
- Vyšetřovací komise Norbert, Zásah a Vlna[1]

2. volební období (1996–1998)
- Vyšetřovací komise KrB a.s. Plzeň[2]
- Vyšetřovací komise POLDI Kladno[3]
- Vyšetřovací komise pro objasnění vztahu organizovaného zločinu a státní správy v tzv. olomoucké kauze[4]

3. volební období (1998–2002)
- Vyšetřovací komise pro objasnění rozhodování státu v IPB[5]
- Vyšetřovací komise pro vyšetření činnosti regionálního transplantačního centra FN Ostrava[6]
- Vyšetřovací komise pro vyšetření pochybností v kauze TELECOM[7]

4. volební období (2002–2006)
- Vyšetřovací komise Poslanecké sněmovny k prošetření hospodaření Všeobecné zdravotní pojišťovny České republiky[8]
- Vyšetřovací komise Poslanecké sněmovny pro zjištění role vlády, privátních firem a dalších subjektů v procesu restrukturalizace a privatizace chemického průmyslu[9]
- Vyšetřovací komise pro objasnění skutečností v souvislosti se smlouvou o výstavbě dálnice D47 mezi státem a firmou Housing and Construction[10]
- Vyšetřovací komise pro zjištění skutečností v souvislosti s arbitrážním řízením ve věci CME versus Česká republika[11]
- Vyšetřovací komise ve věci vyrovnání České republiky se společností Diag Human[12]

5. volební období (2006–2010)
- Vyšetřovací komise pro vyšetření důvodů a souvislostí neoprávněného udělování akademických titulů na Fakultě právnické Západočeské univerzity v Plzni, včetně vyšetření role Akreditační komise a MŠMTV při garanci a kontrole kvalit vysokoškolského vzdělávání na veřejných a soukromých vysokých školách v České republice[13]
- Vyšetřovací komise pro vyšetření neoprávněných zásahů do soukromého a rodinného života některých osob uskutečňovaných za účelem nátlaku na členy Parlamentu České republiky[14]
- Vyšetřovací komise pro vyšetření prorůstání organizovaného zločinu a zájmových skupin do činnosti orgánů veřejné moci[15]
- Vyšetřovací komise Poslanecké sněmovny k vyšetření okolností výběrového řízení a uzavření smlouvy na dodávku výkonového mýta pro nákladní vozidla nad 12 tun mezi Českou republikou a firmou Kapsch[16]

6. volební období (2010–2013)
- žádné vyšetřovací komise v tomto volebním období[17]

7. volební období (2013–2017)
- Vyšetřovací komise k prověření způsobu vyšetřování kauzy Opencard[18]
- Vyšetřovací komise pro vyšetření závažných pochybení, která se stala při přípravě a realizaci stavby dálnice D47[19]
- Vyšetřovací komise k prověření činnosti příslušníků Policejního prezidia České republiky, Útvaru pro odhalování organizovaného zločinu Policie České republiky a státních zástupců Vrchního státního zastupitelství v Olomouci v souvislosti s reorganizací ÚOOZ a ÚOKFK Policie České republiky k 1. srpnu 2016[20]
- Vyšetřovací komise k prověření, zda nedocházelo k protiprávnímu jednání v souvislosti s možným neoprávněným získáváním spisů orgánů činných v trestním řízení nebo informací z těchto spisů a zda informace takto získané nebyly zneužívány k ovlivňování politické soutěže nebo destabilizaci demokratického právního státu[21]

8. volební období (2017–2021)
- Vyšetřovací komise k OKD[22]
- Vyšetřovací komise k ekologické katastrofě na řece Bečvě[23]

9. volební období (od 2021)
- Vyšetřovací komise ke střelbě na Filozofické fakultě Univerzity Karlovy dne 21. 12. 2023[24]